# Chrysothamnus
Genre
Classification APG III (2009)
Chrysothamnus est un genre de plantes à fleurs de la famille des Asteraceae.

## Liste d'espèces
Selon NCBI (7 oct. 2011) :
- Chrysothamnus depressus
- Chrysothamnus eremobius
- Chrysothamnus greenei
- Chrysothamnus humilis
- Chrysothamnus molestus
- Chrysothamnus scopulorum
- Chrysothamnus stylosus
- Chrysothamnus vaseyi
- Chrysothamnus viscidiflorus

Selon ITIS (7 oct. 2011) :
- Chrysothamnus depressus Nutt.
- Chrysothamnus eremobius L.C. Anderson
- Chrysothamnus greenei (A. Gray) Greene
- Chrysothamnus humilis Greene
- Chrysothamnus molestus (S.F. Blake) L.C. Anderson
- Chrysothamnus scopulorum (M.E. Jones) Urbatsch, R.P. Roberts & Neubig
- Chrysothamnus stylosus (Eastw.) Urbatsch
- Chrysothamnus vaseyi (A. Gray) Greene
- Chrysothamnus viscidiflorus (Hook.) Nutt.